# Heinrichskirchen
Heinrichskirchen ist ein amtlich benannter Gemeindeteil der Stadt Rötz und eine Gemarkung im Oberpfälzer Landkreis Cham in Bayern.

## Geographische Lage
Das Pfarrdorf Heinrichskirchen liegt 7 Kilometer nördlich von Rötz am Südrand des Winklarner Beckens.
Nordöstlich von Heinrichskirchen erhebt sich der 609 Meter hohe Buchenberg.
Südlich von Heinrichskirchen befindet sich der 491 Meter hohe Breitenstein.
Sein Gipfel bildet eine 35 Meter hohe und 8 Meter breite Felsgruppe aus Perlgneis.
Westlich von Heinrichskirchen verläuft das Tal des Rötzbaches in Nord-Süd-Richtung.

## Name
Es wird vermutet, dass der Name Heinrichskirchen auf eine Kirchengründung durch Kaiser Heinrich II. zurückgeht.
Dieser hatte 1017 mehrere Orte östlich von Neunburg vorm Wald an das Bistum Bamberg geschenkt.
Unter diesen Orten auch Hillstett, welches enge Verbindung zum Kloster Schönthal hatte.

## Geschichte
Heinrichskirchen (auch: Haeinrichs'chirchen, Hainreis'cherchen, Hainreichs'chirchen, Hainnerskirchen, Hainerskhürchen) wurde im Jahr 1285 erstmals schriftlich erwähnt als Graf Berengar von Leonberg dem Kloster Schönthal die Zehntrechte an Heinrichskirchen übertrug.
1337 verkaufte Weichmann der Hulsteter seine beiden Lehen in Heinrichskirchen an das Kloster Schönthal.
Weichmanns drei Söhne: Görg, Vlreich (= Ulrich) und Hans besaßen 1349 einen Hof in Heinrichskirchen, von dem sie Abgaben an das Kloster Schönthal zahlten.
1410 übertrug Friedrich Auer zu Brennberg als Vormund von Hanns Sazenhofer und Wilhelm der Sazenhofer zum Frauenstein Einnahmen von einem Hof und einem Gut in Heinrichskirchen an das Kloster Schönthal.
Ein Verzeichnis ertragbringender Anwesen und Gründe des Klosters Schönthal aus dem Jahr 1429 enthält neben anderen Ortschaften auch Heinrichskirchen.
Im Steuerbuch von 1631 wurde Heinrichskirchen als zur Herrschaft Schneeberg und Tiefenbach gehörig aufgeführt.
Es hatte zu dieser Zeit 1 Kirche, 3 Höfe, 7 Gütel, 3 Sölden, 2 Söldengütel, 1 Söldenhäusel, 1 Tripfhäusel, 1 Schmiede, 2 Inwohner, 49 Rinder, 7 Schweine, 52 Schafe, 2 Ziegen.
Im Steuerbuch von 1661 wurde Heinrichskirchen als zur Herrschaft Schneeberg und Tiefenbach gehörig aufgeführt.
Es hatte zu dieser Zeit 1 Kirche, 3 Höfe, 2 Güter, 4 Gütel, 2 Sölden, 1 Söldengütel, 3 Söldenhäusel (1 abgebrannt), 1 Schmiede, 1 Brandstatt, 2 Inwohner (darunter der Dorfhüter), 66 Rinder, 11 Schweine, 47 Schafe.
1783 wird Heinrichskirchen mit 21 Anwesen erwähnt als zur Hofmark Tiefenbach, Inhaber von Reisach, gehörig.
1797 ging der Geld- und Naturalzins eines Gutes in Heinrichskirchen an das Kloster Walderbach.
Ende des 18. Jahrhunderts gehörte Heinrichskirchen zur Hofmark Tiefenbach mit dem Inhaber von Reisach.
Die Hofmark Tiefenbach gehörte zu dieser Zeit zum Landgericht Neunburg vorm Wald.
Ein Anwesen in Heinrichskirchen war Ende des 18. Jahrhunderts zum Kloster Walderbach grundbar.
Anfang des 19. Jahrhunderts gehörte Heinrichskirchen zum Steuerdistrikt Tiefenbach.
Es gab im Ort 30 Anwesen, einen Schmied, einen Schneider, fünf Weber und einen Wirt.
Im Jahr 1809 war die Hofmark Tiefenbach unter ihrem Inhaber Friedrich Freiherr von Reisach ein Patrimonialgericht, zu dem Heinrichskirchen mit 32 Familien gehörte.
Trotz langwieriger Streitigkeiten zwischen Friedrich Freiherr von Reisach und seinen Nachkommen einerseits und der Regierung andererseits blieb dieses Patrimonialgericht bis 1848 erhalten, zunächst I. Klasse, ab 1830 II. Klasse.
1840 kaufte Otto Graf von Bray Tiefenbach vom Grafen Pestalozza.
Otto Graf von Bray trat am 21. Juni 1848 die Patrimonialgerichtsbarkeit über Tiefenbach und Altenschneeberg an den Staat ab.
In den Jahren 1820/21 wurde Heinrichskirchen mit 30 Familien eine Ruralgemeinde.
1840 wurde das Landgericht Oberviechtach gegründet, dabei gehörte Heinrichskirchen zu denjenigen Ortschaften, die vom Landgericht Neunburg zum Landgericht Oberviechtach kamen.
1900 wurde Heinrichskirchen vom Bezirksamt Neunburg vorm Wald zum neu gegründeten Bezirksamt Oberviechtach abgegeben. Es gehörte damals zum Amtsgericht Oberviechtach.
1964 war Heinrichskirchen Standesamtsbezirk.
Die Gemeinde Heinrichskirchen hatte 1964 eine Fläche von 388,66 Hektar und als einzigen Gemeindeteil das Pfarrdorf Heinrichskirchen.
Am 1. Juli 1972 wurde die Gemeinde Heinrichskirchen aufgelöst und in die Stadt Rötz eingegliedert. Es gab eine Gruppe von Einwohnern in Heinrichskirchen, die für einen Anschluss ihres Ortes an Winklarn und den damit verbundenen Verbleib der Gemeinde im Landkreis Schwandorf als Nachfolger des Landkreises Oberviechtach kämpfte. Diese Gruppe konnte sich jedoch nicht durchsetzen.

## Einwohnerentwicklung in Heinrichskirchen ab 1840
| Jahr | Einwohner |
| ---- | --------- |
| 1840 | 266       |
| 1861 | 243       |
| 1880 | 218       |
| 1900 | 217       |
| 1910 | 232       |
| 1919 | 249       |

| Jahr | Einwohner |
| ---- | --------- |
| 1939 | 204       |
| 1946 | 250       |
| 1952 | 203       |
| 1961 | 183       |
| 1969 | 193       |
| 1987 | 188       |

## Religion
Heinrichskirchen war zunächst Filiale der Pfarrei Rötz.
1474 wurde die ganze Pfarrei Rötz durch päpstliche Verfügung in das Kloster Schönthal inkorporiert.
In Folge der Reformation kam es in der Oberpfalz zu mehrfachem Konfessionswechsel.
Die lutherische Lehre setzte sich seit 1520 durch.
Kurfürst Ottheinrich verbot 1556 den katholischen Kultus vollständig.
Die katholische Kirchenstruktur von Diözesen und Dekanaten wurde durch ein Netz von Superintendenturen ersetzt.
Heinrichskirchen unterstand der Superintendentur Neunburg vorm Wald.
Kurfürst Friedrich III. wollte 1563 den Calvinismus einführen, stieß damit aber bei der Bevölkerung auf heftigen Widerstand.
Sein Sohn Kurfürst Ludwig VI., 1564 bis 1576 Statthalter in Amberg, bevorzugte wiederum die lutherische Lehre.
Für seinen jüngeren Bruder Pfalzgraf Johann Kasimir wurde ein spezielles Deputatfürstentum geschaffen, zu dem unter anderem auch Heinrichskirchen gehörte.
In diesem Gebiet galt weiter die reformierte Lehre und ab 1583 der Calvinismus.
Ab 1625 führte dann Kurfürst Maximilian I. in der gesamten Oberpfalz den Katholizismus wieder ein.
In der wieder hergestellten katholischen Kirchenstruktur gehörte Heinrichskirchen als Filialkirche zur Pfarrei Rötz und zum Dekanat Nabburg.
Nach der Säkularisation und der damit verbundenen Aufhebung des Klosters Schönthal 1809 wurde Heinrichskirchen selbständige Pfarrei.
1809 hatte die gesamte Pfarrei Heinrichskirchen 893 Katholiken. Sie gehörte zum Dekanat Nabburg.
1837 wurden die Dekanate neu organisiert. Dabei kam Heinrichskirchen zum Dekanat Neunburg vorm Wald, wo es bis 1927 verblieb.
1838 hatte die gesamte Pfarrei Heinrichskirchen 123 Häuser, 958 Katholiken und keine Nichtkatholiken.
1860 hatte die gesamte Pfarrei Heinrichskirchen 126 Häuser, 970 Katholiken.
1913 hatte die gesamte Pfarrei Heinrichskirchen 734 Katholiken und keine Nichtkatholiken.
Zum Dekanat Waldmünchen gehörte Heinrichskirchen seit 1927.
1990 hatte die gesamte Pfarrei Heinrichskirchen 714 Katholiken und 2 Nichtkatholiken.
Im Jahr 2003 wurde festgelegt, das die Pfarrei Rötz und die Pfarrei Heinrichskirchen zusammen eine Pfarreiengemeinschaft bilden, die zum Dekanat Cham gehört.
Ortschaften der katholischen Pfarrei Heinrichskirchen
| Ortschaft        | 1838   | 1838       | 1913   | 1913       | 1990       |
| Ortschaft        | Häuser | Katholiken | Häuser | Katholiken | Katholiken |
| Heinrichskirchen | 34     | 255        | 37     | 230        | 258        |
| Diepoltsried     | 11     | 88         | 10     | 59         | 65         |
| Blabmühl         | 1      | 11         | 1      | 4          | 3          |
| Fahnersdorf      | 8      | 71         | 7      | 48         | 38         |
| Gänsschnabl      | -      | -          | 2      | 8          | 14         |
| Gütenberg        | 6      | 51         | 6      | 35         | 25         |
| Hermannsbrunn    | 6      | 52         | 8      | 45         | 19         |
| Pillmersried     | 45     | 331        | 40     | 227        | 223        |
| Saxlmühle        | 1      | 7          | 2      | 12         | 5          |
| Voitsried        | 11     | 92         | 11     | 66         | 64         |
| Pfarrei          | 123    |            | 124    |            |            |
| Pfarrei          |        | 958        |        | 734        | 714        |

Die Kirche in Heinrichskirchen ist dem heiligen Nikolaus geweiht.
Der heutige Kirchenbau wurde um 1750 auf älteren Fundamenten erbaut, der Turm um 1894/95.
Das Langhausdeckenfresko, das Fresko im Chor und das Hochaltarbild wurden von Josef Wittmann geschaffen.
Die Kirche und ihre Ausstattung stehen unter Denkmalschutz.
Neben der Kirche befindet sich eine Friedhofskapelle, die in der zweiten Hälfte des 19. Jahrhunderts erbaut wurde.
Etwa 300 Meter weiter südwestlich an der Straße nach Pillmersried steht die um 1900 erbaute Wegkapelle "Auf dem Ahorn".
Beide Kapellen stehen ebenfalls unter Denkmalschutz.